# Бориловское сельское поселение
Бориловское сельское поселение — муниципальное образование в Болховском районе Орловской области России.
Административный центр — село Борилово.

## География
Расположено в центральной части района, к югу от города Болхова.

## История
Создано в 2004 году в границах одноимённого сельсовета.

## Население
| 2010 | 2012 | 2013 | 2014 | 2015 | 2016 | 2017 |
| ---- | ---- | ---- | ---- | ---- | ---- | ---- |
| 401  | ↘396 | ↗401 | ↗414 | ↘413 | ↗417 | ↘415 |
| 2018 | 2019 | 2020 | 2021 | 2023 |      |      |
| ↘403 | ↘388 | ↘381 | ↘355 | ↗357 |      |      |

## Населённые пункты
В сельское поселение входят 4 населённых пункта:
| № | Населённый пункт | Тип                          | Население (чел.) |
| - | ---------------- | ---------------------------- | ---------------- |
| 1 | Баевский         | посёлок                      | 9                |
| 2 | Борилово         | село, административный центр | ↘382             |
| 3 | Малая Кутьма     | деревня                      | 10               |
| 4 | Сухачёва         | деревня                      | 0                |